# ثيودور بيكر
ثيودور بيكر (بالإنجليزية: Theodore Baker)‏ هو محرر أدبي وكاتب ومترجم أمريكي، ولد في 3 يونيو 1851 في نيويورك في الولايات المتحدة، وتوفي في 13 أكتوبر 1934 في درسدن في ألمانيا.

## وصلات خارجية
- ثيودور بيكر على موقع الموسوعة البريطانية (الإنجليزية)
- ثيودور بيكر على موقع ميوزك برينز (الإنجليزية)